# Gulkana
Gulkana é uma Região censo-designada localizada no estado americano de Alasca, no Distrito de Valdez-Cordova.

## Demografia
Segundo o censo americano de 2000, a sua população era de 88 habitantes.

## Geografia
De acordo com o United States Census Bureau, a localidade tem uma área de 94,6 km², sem área coberta por água.

## Localidades na vizinhança
O diagrama seguinte representa as localidades num raio de 32 km ao redor de Gulkana.